# Seleção das Antilhas Neerlandesas de Futebol Feminino
A Seleção das Antilhas Neerlandesas de Futebol Feminino representava as Antilhas Neerlandesas no futebol feminino internacional antes de as Antilhas Neerlandesas se separarem.